# 법관인사위원회
법관인사위원회(法官人事委員會)는 법관의 인사에 관한 중요 사항을 심의하기 위하여 설치된 대한민국 대법원 소속 위원회이다.

## 설치 근거
- 법원조직법 제25조의2 제1항

## 심의 사항
인사위원회는 다음 각 호의 사항을 심의한다.
1. 인사에 관한 기본계획의 수립에 관한 사항
2. 제41조제3항에 따른 판사의 임명에 관한 사항
3. 제45조의2에 따른 판사의 연임에 관한 사항
4. 제47조에 따른 판사의 퇴직에 관한 사항
5. 그 밖에 대법원장이 중요하다고 인정하여 회의에 부치는 사항

## 구성

### 위원장(1명)
위원장은 위원 중에서 대법원장이 임명하거나 위촉한다.

#### 위원
위원은 다음 각 호에 해당하는 사람을 대법원장이 임명하거나 위촉한다.
1. 법관 3명
2. 법무부장관이 추천하는 검사 2명. 다만, 제2항제2호의 판사의 신규 임명에 관한 심의에만 참여한다.
3. 대한변호사협회장이 추천하는 변호사 2명
4. 사단법인 한국법학교수회 회장과 사단법인 법학전문대학원협의회 이사장이 각각 1명씩 추천하는 법학교수 2명
5. 학식과 덕망이 있고 각계 전문 분야에서 경험이 풍부한 사람으로서 변호사의 자격이 없는 사람 2명. 이 경우 1명 이상은 여성이어야 한다.